# Nether Whitacre
Nether Whitacre – wieś w Anglii, w hrabstwie Warwickshire, w dystrykcie North Warwickshire. Leży 29 km na północ od miasta Warwick i 155 km na północny zachód od Londynu.